# Yingshanosaurus

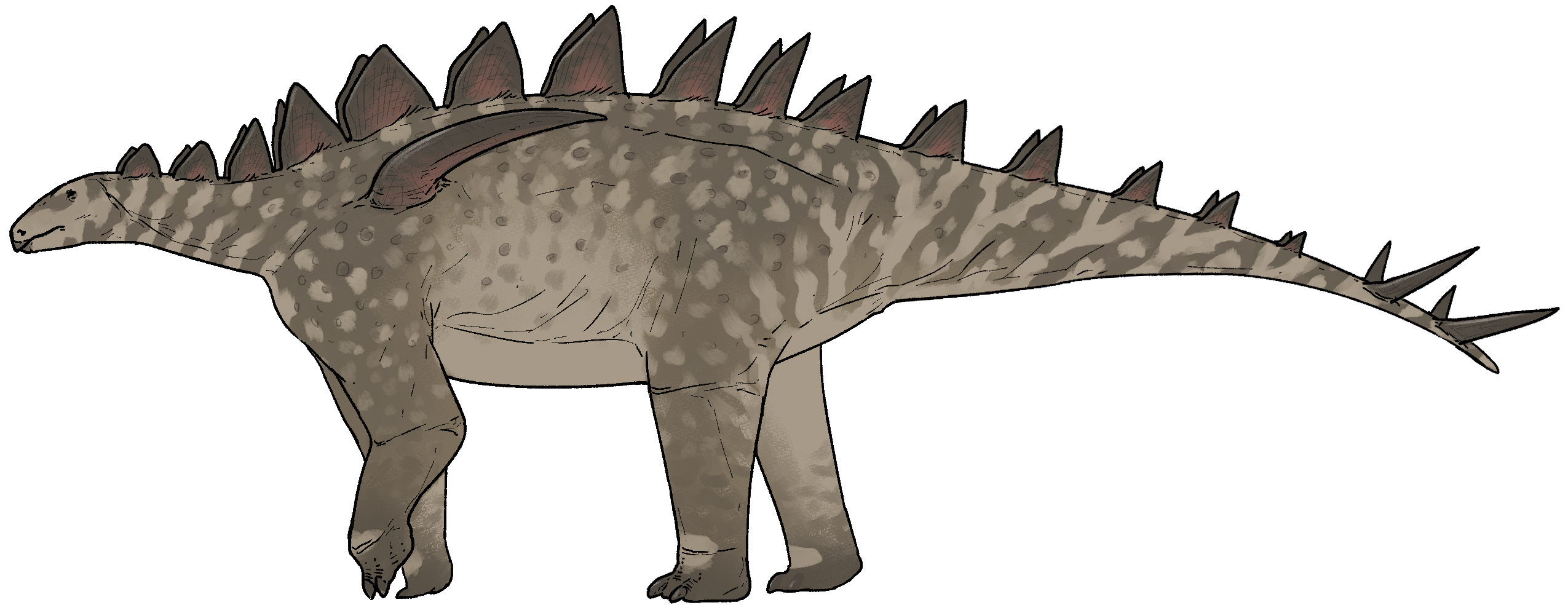
Yingshanosaurus jichuanensis

Yingshanosaurus je neformální rodové jméno stegosaurního dinosaura, žijícího před zhruba 155 až 150 miliony let (svrchní jura) na území dnešní Číny. "Typový druh" Y. jichuanensis stanovil v roce 1984 paleontolog Zhou, druh však nebyl nikdy formálně popsán. Studie z roku 2006 naznačuje, že originální fosilní materiál je již ztracen.

## Popis
Stejně jako jiní stegosauři byl i Yingshanosaurus čtyřnohým býložravcem s tělními ostny a pláty na hřbetě a bocích. Podobal se zřejmě známějšímu rodu Tuojiangosaurus.